# Лощилов, Владимир Иванович
Влади́мир Ива́нович Лощи́лов (29 апреля 1932, Челябинск, СССР — 15 августа 1999, Москва, Россия) — советский легкоатлет, участник Олимпийских игр. Мастер спорта СССР (1956). Мастер спорта СССР международного класса.

## Карьера

Мемориальная доска Лощилову В. И. у входа на стадион им. Елесиной

На Олимпийских играх 1956 года Лощилов участвовал в толкании ядра и занял 13-е место.
Двукратный чемпион СССР — 1957 и 1958 года. Представлял общество «Буревестник».

## Образование
В 1956 году окончил Челябинский политехнический институт по специальности «инженер-механик».

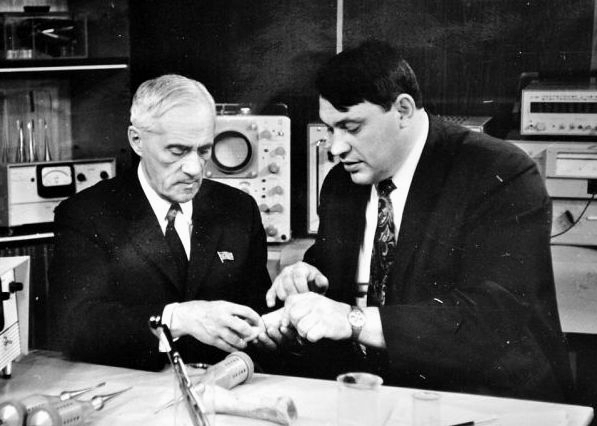
Г. А. Николаев и В. И. Лощилов за обсуждением технологии резки живых биологических тканей. 1978 г.

## Научная деятельность
В 1972 году стал лауреатом Государственной премии СССР в области техники, будучи доцентом МВТУ им. Н. Э. Баумана. Доктор технических наук (1972), профессор (1975). В 1978 году Владимир Лощилов в МВТУ им. Н. Э. Баумана основал одну из первых в стране кафедру «Биомедицинские технические системы и устройства» и руководил ею в течение десяти лет. Также создал целый ряд новейших приборов и аппаратов, получивших промышленный выпуск. Автор мирового научного открытия № 181 о наличии собственных напряжений в костях человека и животных (1976). В 1998 году был назначен вице-президентом Академии медико-технических наук. Автор более 150 научных трудов и монографий. Заслуженный деятель науки РФ (1998).

## Память
8 декабря 2009 года в Челябинске на стене при входе на легкоатлетический стадион имени Е. Елесиной (просп. Ленина, 84) в память о Владимире Ивановиче была открыта мемориальная доска (автор проекта — художник Вячеслав Рогожин, скульптор — член Союза художников России, заслуженный художник РФ Андрей Антонов).